# ريني فيرهيرين
ريني فيرهيرين ، من مواليد 21 مارس 1952 ، لاعب كرة قدم بلجيكي سابق.
لعب مع منتخب بلجيكا لكرة القدم.

## روابط خارجية
- ريني فيرهيرين على موقع الاتحاد الدولي (مؤرشف)  (الإنجليزية)
- ريني فيرهيرين على موقع الاتحاد البلجيكي (الإنجليزية)
- ريني فيرهيرين على موقع قاعدة بيانات كرة القدم.إي يو (الإنجليزية)
- ريني فيرهيرين على موقع ناشيونال فوتبول تيمز (الإنجليزية)
- ريني فيرهيرين على موقع عالم كرة القدم.نت (الإنجليزية)